# Gallery of Suicide
A Gallery of Suicide az amerikai Cannibal Corpse hatodik nagylemeze, egyben az első Pat O’Brien gitárossal, aki korábban a Nevermore gitárosa is volt. Érkezése szinte észrevétlenül maradt ugyanis semmilyen zenei változást nem hozott a zenekarba: magas fokú technikai képzettségről árulkodó játékával kiválóan passzolt Jack Owen mellé. Ez az első korong ahol már nem Scott Burns ült a produceri székben. A Sentenced to Burn című dalnak videóklipje készült.

## Számlista
1. "I Will Kill You" (Alex Webster) – 2:47
2. "Disposal of the Body" (Webster) – 1:54
3. "Sentenced to Burn" (George Fisher, Webster) – 3:06
4. "Blood Drenched Execution" (Fisher, Paul Mazurkiewicz, Pat O'Brien, Webster) – 2:40
5. "Gallery of Suicide" (Fisher, Mazurkiewicz, Jack Owen, Webster) – 3:55
6. "Dismembered and Molested" (Fisher, Owen, Webster) – 1:53
7. "From Skin to Liquid" (O'Brien, Webster) – 5:30
8. "Unite the Dead" (Owen, Webster) – 3:05
9. "Stabbed in the Throat" (Mazurkiewicz, O'Brien) – 3:26
10. "Chambers of Blood" (Webster) – 4:11
11. "Headless" (Fisher, Mazurkiewicz, Webster) – 2:22
12. "Every Bone Broken" (Mazurkiewicz, Owen) – 3:18
13. "Centuries of Torment" (Fisher, Webster) – 4:04
14. "Crushing the Despised" (Fisher, Owen, Webster) – 1:56

## Personnel
- George „Corpsegrinder” Fisher – ének
- Jack Owen – gitár
- Pat O’Brien – gitár
- Alex Webster – basszusgitár
- Paul Mazurkiewicz – dob

## Fordítás
- Ez a szócikk részben vagy egészben  a   Gallery of Suicide című angol Wikipédia-szócikk fordításán alapul.  Az eredeti cikk szerkesztőit annak laptörténete sorolja fel. Ez a jelzés csupán a megfogalmazás eredetét és a szerzői jogokat jelzi, nem szolgál a cikkben szereplő információk forrásmegjelöléseként.

## Külső hivatkozások
- Cannibal Corpse hivatalos honlapja